# Hind al-Subaih
Hind al-Subaih est une femme politique koweïtienne, ministre des Affaires sociales, du Travail, du Planning et du Développement depuis 2013.

## Influence
En 2015, Hind al-Subaih est 3e dans le classement des femmes arabes membres de gouvernement les plus puissantes, selon le magazine Forbes (édition du Moyen Orient).